# Ken Hamlin
Ken Hamlin (Memphis, 20 gennaio 1981) è un ex giocatore di football americano statunitense che ha militato nel ruolo di safety nella National Football League (NFL).

## Carriera

### Seattle Seahawks
Al college Hamlin giocò a football ad Arkansas, venendo premiato come All-American. Fu scelto nel corso del secondo giro (42º assoluto) del Draft NFL 2003 dai Seattle Seahawks. Nella sua prima stagione partì come titolare in 14 gare su 16, venendo inserito nella formazione ideale dei rookie dalla Pro Football Writers of America. Chiuse secondo nella squadra con 96 tackle e terzo con 10 passaggi deviati. Nella prima gara come titolare in carriera contro i New Orleans Saints il 7 settembre mise a segno 5 tackle e si mise in mostra a livello nazionale per avere fatto saltare il casco di Donté Stallworth dopo un placcaggio. 

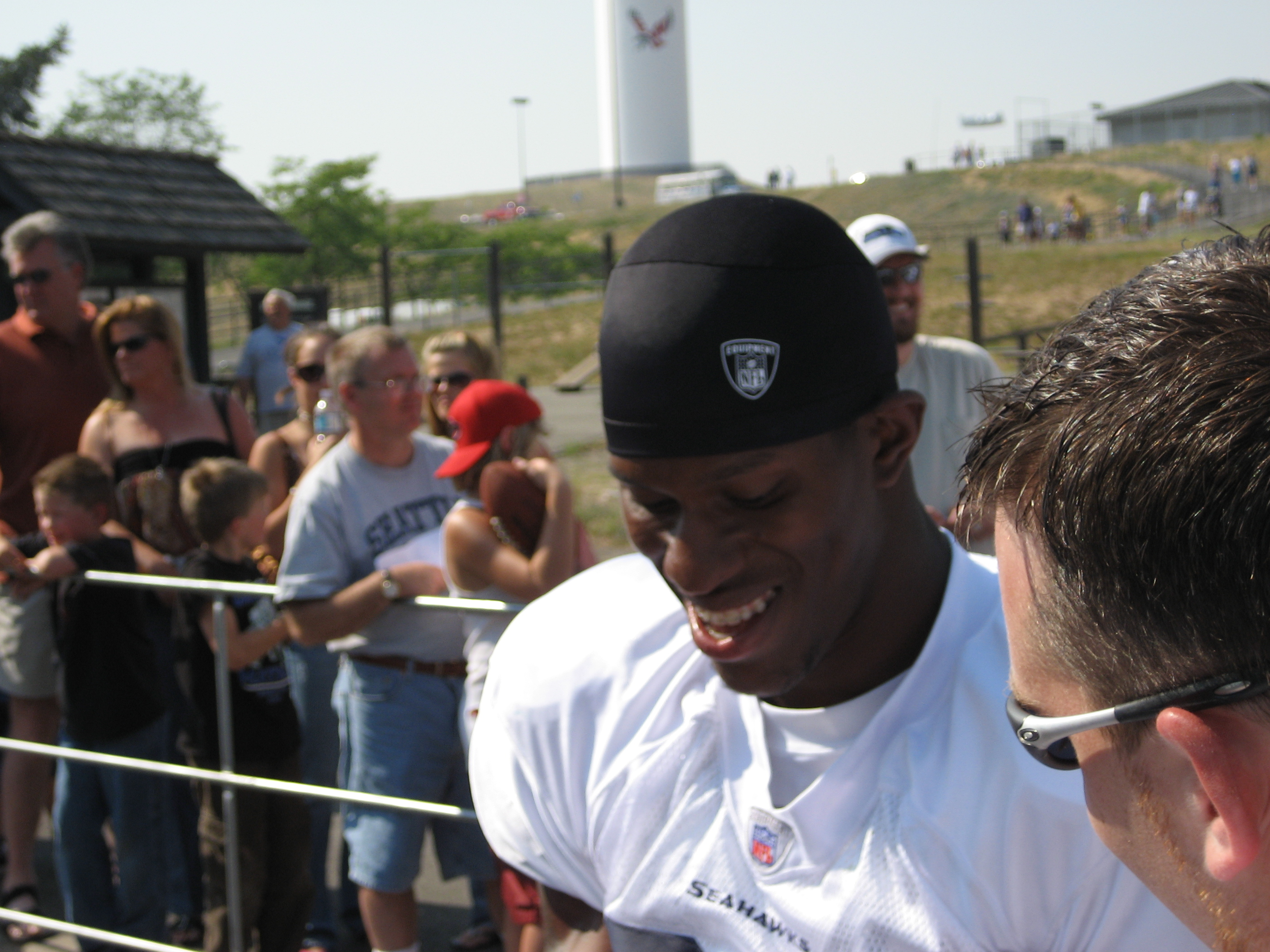
Hamlin mentre firma un autografo durante i suoi anni con i Seahawks

Nel 2004 Hamlin partì come titolare in tutte le 16 partite, terminando terzo nella squadra con 79 tackle e quarto con l'allora record in carriera di 4 intercetti. Nel 2005 partì come titolare nelle prime sei gare mettendo a segno 26 placcaggi prima di perdere il resto della stagione per le ferite riportate in una rissa. Nel 2006 tornò a disputare tutte le 16 gare come titolare, guidando la squadra con 3 intercetti e finendo secondo con 96 tackle, oltre a 11 passaggi deviati e un fumble forzato.

### Dallas Cowboys
Il 23 marzo 2007 Hamlin firmò un contratto di un anno da 2,5 milioni di dollari con i Dallas Cowboys.
Nella prima stagione con la squadra fu convocato come titolare per il Pro Bowl dopo avere terminato con un record in carriera di 102 placcaggi (terzo nella squadra), 5 intercetti (secondo nella squadra e nono nella lega) e 14 passaggi deviati.
Il 21 febbraio 2008 i Cowboys applicarono su Hamlin la franchise tag. Il 15 luglio firmò un nuovo contratto di sei anni del valore di 38 milioni di dollari. Nel 2008 fu nominato uno dei capitani della difesa e chiuse quarto nella squadra con 92 tackle, oltre a 3 passaggi deviati, un intercetto, un sack, un fumble forzato e uno recuperato. L'anno successivo disputò 12 gare come titolare (ne saltò quattro per un infortunio alla caviglia), con 74 tackle e 4 passaggi deviati. Fu svincolato il 2 aprile 2010.

### Baltimore Ravens
Hamlin firmò con i Baltimore Ravens il 17 giugno 2010. Fu terzo nelle gerarchie della squadra dietro a Haruki Nakamura e Tom Zbikowski, e fu svincolato il 22 settembre 2010.
Il 29 settembre 2010 Hamlin firmò nuovamente con I Ravens, prendendo il posto nel roster del defensive end Trevor Pryce, che fu svincolato e firmò con i New York Jets. Nella gara contro i New England Patriots mise a segno un intercetto su Tom Brady. Fu svincolato nuovamente il 30 novembre 2010.

### Indianapolis Colts
IL 22 dicembre 2010 Hamlin firmò con gli Indianapolis Colts, prendendo il posto nel roster di Austin Collie, inserito in lista infortunati. Giocò due gare nella stagione regolare ma non fece registrare alcuna statistica. Nei playoff mise a segno 3 placcaggi nella gara contro i Jets. A fine stagione non gli fu rinnovato il contratto.

## Palmarès

### Franchigia
- National Football Conference Championship: 1

Seattle Seahawks: 2005

### Individuale
- Convocazioni al Pro Bowl: 1

2007
- PFWA All-Rookie Team - 2003